# Max et Lenny
Pour plus de détails, voir Fiche technique et Distribution.
Max et Lenny est un film français réalisé par Fred Nicolas, sorti en 2015.

## Synopsis
A 17 ans, Lenny est la mère d'une petite fille de deux ans. Livrée à elle-même ou presque, elle vit seule avec son frère Saïd dans une cité des quartiers nord de Marseille, une de celles que la police a désertées. Lenny a deux obsessions, récupérer sa fille et le rap, seul moyen pour exprimer sa rage et s’évader de son quotidien. Un soir, alors qu’elle chante en cachette, Lenny rencontre Maxine, une jeune Congolaise sans papiers qui tombe en arrêt devant sa voix et la puissance de ses textes. Les deux filles s’adoptent aussitôt.

## Fiche technique
- Titre original : Max et Lenny
- Réalisation : Fred Nicolas
- Scénario : François Bégaudeau et Fred Nicolas
- Photographie : Philippe Leroy
- Production : Elisabeth Perez
- Sociétés de production : Chaz Productions, en association avec Indéfilms 2
- Distribution :  Shellac Distribution
- Pays :  France
- Genre : drame
- Durée : 86 minutes
- Dates de sortie[1] :
  - France : 8 octobre 2014 (Festival international des jeunes réalisateurs de Saint-Jean-de-Luz)
  - France : 17 décembre 2014 (Festival de cinéma européen des Arcs)
  - France : 18 février 2015

## Distribution
- Camélia Pand'Or : Lenny
- Jisca Kalvanda : Max
- Adam Hegazy : Saïd
- Martial Bezot : Le gérant du foyer
- Cathy Ruiz : L'éducatrice
- Mathieu Demy : L'enseignant
- Pierre Salvadori : Le policier

## Distinctions
- 2012: film lauréat de la Fondation Gan pour le Cinéma[2]
- Chistera de la meilleure interprétation féminine 2014 au Festival international des jeunes réalisateurs de Saint-Jean-de-Luz pour Jisca Kalvanda.
- Meilleur film Français 2015 au festival d'Amsterdam "Plein Les Yeux"
- Prix du Jury au Jecheon International Film & Music Festival 2015